# Boulton & Watt
Boulton & Watt war ein britisches Unternehmen aus Smethwick bei Birmingham (England), das im Jahre 1775 aus einer geschäftlichen Verbindung zwischen dem Unternehmer Matthew Boulton und dem Ingenieur James Watt entstand, um  von Watt entwickelte Dampfmaschinen herzustellen und zu vertreiben. Das Unternehmen, das von den Nachkommen der Gründer weitergeführt wurde, existierte über 120 Jahre lang.

## Geschichte

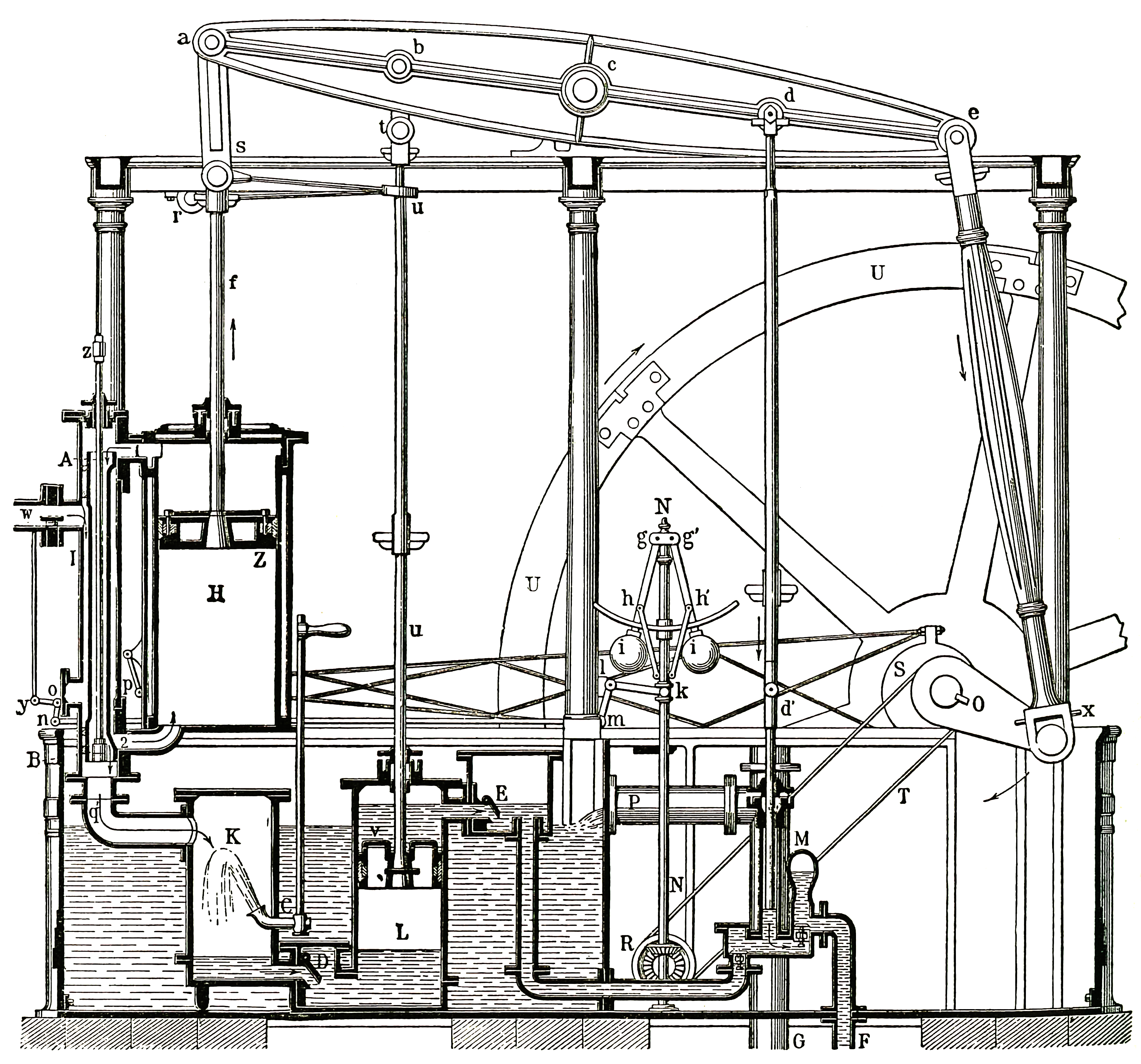
Dampfmaschine Bauart Watt

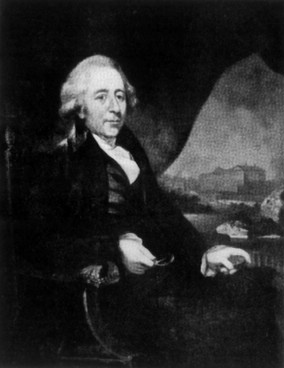
Matthew Boulton

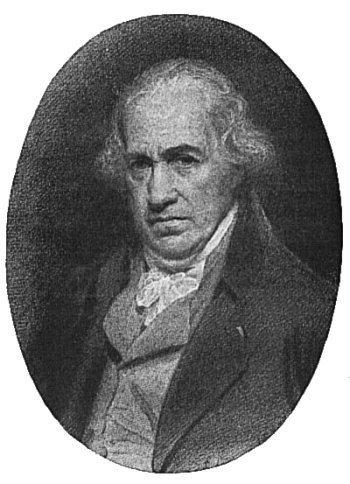
James Watt

Die geschäftliche Verbindung zwischen dem englischen Unternehmer Matthew Boulton und dem schottischen Ingenieur James Watt entstand bereits einige Jahre vor 1765, als die von Matthew Boulton finanzierte und von James Watt konstruierte Dampfmaschine (die eine wesentliche Verbesserung der 1712 von Thomas Newcomen erfundenen ersten verwendbaren Kolbendampfmaschine darstellte) ein Patent erhielt und wiederum durch Matthew Boulton auf dem internationalen Markt eingeführt wurde.
Das Unternehmen wurde 1775 mit dem Ziel gegründet, Dampfmaschinen zu vertreiben sowie verbesserte Versionen zu entwickeln und auf den Markt zu bringen. Seinen Sitz hatte das Unternehmen in Smethwick bei Birmingham (England) und Kern des gemeinsamen Unternehmens war die Gießerei Soho Foundry im selben Ort. In der Folgezeit verkaufte Boulton & Watt mit großem Erfolg Dampfmaschinen in alle Welt und rüstete zahlreiche produzierende Unternehmen verschiedener Art damit aus.
Im Jahre 1800 ging das Unternehmen auf zwei der Söhne von Matthew Boulton und James Watt über und diese führten die Geschäfte bis nach Mitte des 19. Jahrhunderts mit noch größerem Erfolg fort.
Boulton & Watt lieferte 1806 dem US-amerikanischen Ingenieur Robert Fulton eine Dampfmaschine für den Antrieb des von ihm konstruierten Dampfschiffs North River Steam Boat. Der Seitenraddampfer von Fulton hatte 1807 seine Jungfernfahrt und war das erste kommerziell erfolgreich eingesetzte Dampfschiff.
Im weiteren Verlauf des 19. Jahrhunderts entwickelte das Unternehmen auch spezielle Arten von Dampfmaschinen wie die Rotationsdampfmaschine, die speziell für den Einsatz bei Mühlen und Brauereien konzipiert war.
Als das Unternehmen Boulton & Watt um 1910 seine Pforten für immer schloss, hinterließ es ein extrem detailliertes Archiv mit der Dokumentation all seiner Aktivitäten seit 1775. Dieses Archiv und sämtliche Betriebsunterlagen wurden im Jahre 1911 an die Stadt Birmingham übergeben, wo sie bis heute aufbewahrt werden.

## Erhaltene Maschinen
Die älteste noch heute funktionierende Dampfmaschine ist eine Smethwick-Dampfmaschine (Smethwick Engine) von 1779, heute ausgestellt im Birmingham Science museum, ursprünglich installiert beim Birmingham-Wolverhampton-Kanal über einer Reihe von Schleusen in Smethwick.
Eine weitere erhaltene und bis heute mit Dampf einsatzbereite Boulton & Watt-Dampfmaschine von 1812 befindet sich bei der Crofton Pumping Station, einem Pumpwerk beim Dorf Great Bedwyn in der englischen Grafschaft Wiltshire.
Im Powerhouse Museum in Sydney steht die älteste erhaltene einsatzfähige Rotationsdampfmaschine der Welt, gebaut von Boulton & Watt im Jahre 1785, ursprünglich geliefert an die Brauerei Whitbread in London und dort 102 Jahre in Betrieb.